# Homolocha hypenistis
Homolocha hypenistis är en fjärilsart som beskrevs av George Francis Hampson. Homolocha hypenistis ingår i släktet Homolocha och familjen nattflyn. Inga underarter finns listade i Catalogue of Life.